# Soderstromia
Soderstromia es un género monotípico de plantas herbáceas perteneciente a la familia de las poáceas. Su única especie, Soderstromia mexicana (Scribn.) C.V.Morton, es originaria de México y el Caribe.

## Etimología
El género fue nombrado en honor de Thomas Robert Soderstrom, agrostólogo americano experto en bambú. 

## Sinonimia
- Fourniera mexicana Scribn.[2]